# Championnat des Caraïbes de rugby à XV 2008
Navigation
Championnat des Caraïbes de rugby
 à XV 2005 Championnat des Caraïbes de rugby
 à XV 2011
Le Championnat des Caraïbes de rugby 2008 ou Caribbean Rugby Championship 2008 est une compétition organisée par la NACRA qui oppose les nations caribéennes et le Mexique.

## Équipes engagées
| - Îles Caïmans - Mexique - Jamaïque - Bermudes - Bahamas | - Saint-Vincent-et-les-Grenadines - Barbade - Guyana - Trinité-et-Tobago |

## Format
Les résultats sont pris en compte pour les qualifications à la Coupe du monde de rugby 2011 en Nouvelle-Zélande.

## Tour préliminaire
| 29 mars 2008 | Mexique | 47 - 7 | Saint-Vincent-et-les-Grenadines |  |
| 29 mars 2008 |         |        |                                 |  |
| 29 mars 2008 |         |        |                                 |  |

## Phase finale

### Quarts de finale
| 20 avril 2008 | Trinité-et-Tobago | 39 - 12 | Îles Caïmans |  |
| 20 avril 2008 |                   |         |              |  |
| 20 avril 2008 |                   |         |              |  |

| 20 avril 2008 | Barbade | 21 - 20 | Mexique |  |
| 20 avril 2008 |         |         |         |  |
| 20 avril 2008 |         |         |         |  |

| 20 avril 2008 | Guyana | 10 - 3 | Jamaïque |  |
| 20 avril 2008 |        |        |          |  |
| 20 avril 2008 |        |        |          |  |

| 20 avril 2008 | Bermudes | 29 - 13 | Bahamas |  |
| 20 avril 2008 |          |         |         |  |
| 20 avril 2008 |          |         |         |  |

### Demi-finales
| 23 avril 2008 | Trinité-et-Tobago | 56 - 0 | Barbade |  |
| 23 avril 2008 |                   |        |         |  |
| 23 avril 2008 |                   |        |         |  |

| 23 avril 2008 | Guyana | 25 - 13 | Bermudes |  |
| 23 avril 2008 |        |         |          |  |
| 23 avril 2008 |        |         |          |  |

### Match pour la3eplace
| 26 avril 2008 | Bermudes | 17 - 6 | Barbade |  |
| 26 avril 2008 |          |        |         |  |
| 26 avril 2008 |          |        |         |  |

### Finale
| 28 avril 2008 | Trinité-et-Tobago | 40 - 24 | Guyana |  |
| 28 avril 2008 |                   |         |        |  |
| 28 avril 2008 |                   |         |        |  |

## Tour de classement

### Demi-finales
| 23 avril 2008 | Mexique | 13 - 6 | Îles Caïmans |  |
| 23 avril 2008 |         |        |              |  |
| 23 avril 2008 |         |        |              |  |

| 23 avril 2008 | Bahamas | 19 - 12 | Jamaïque |  |
| 23 avril 2008 |         |         |          |  |
| 23 avril 2008 |         |         |          |  |

### Match pour la7eplace
| 26 avril 2008 | Îles Caïmans | 11 - 10 | Jamaïque |  |
| 26 avril 2008 |              |         |          |  |
| 26 avril 2008 |              |         |          |  |

### Match pour la5eplace
| 26 avril 2008 | Bahamas | 23 - 17 | Mexique |  |
| 26 avril 2008 |         |         |         |  |
| 26 avril 2008 |         |         |         |  |